# あらい美生
あらい 美生（あらい みう、旧芸名：荒井 萌〈あらい もえ〉、1995年（平成7年）3月3日 - ）は、日本の女優、ファッションモデル。
埼玉県出身。2024年10月に第1子を出産。フィットに所属していたが2024年2月末で契約を終了したことをSNSで報告した。

## 略歴
2004年、EPSON LIVING STATIONのCMでデビュー。
2005年、ドラマ『新キッズ・ウォー』（中部日本放送）でドラマデビュー。
2007年から2011年まで4年間、雑誌『ラブベリー』の人気モデルとして活躍。ラブベリーでの愛称は「もえもん」。
2009年、ミスヤングマガジン2009を受賞。
2010年4月、『ケータイ発ドラマ 激♥恋…運命のラブストーリー…』で連続ドラマ初主演を果たした。
2012年2月号から2014年11月号まで、雑誌『non-no』の専属モデルになった。
2013年、大河ドラマ『八重の桜』に出演。

## 人物
- 兄弟は弟がいる。
- 好きな芸能人は上野樹里。
- 好きなアーティストはGReeeeN、いきものがかり、テイラー・スウィフト、クリープハイプ。
- 仲が良い芸能人は清水富美加、高田里穂、高咲里音、三根梓。
- 小学生時代の部活はバトンクラブ。そこで憧れだった先輩が中学に入ってバレーボール部に入ったために、それに付いて行くようにバレーボール部に入部[4]。

## 出演

### テレビドラマ
- 新キッズ・ウォー（2005年8月1日 - 9月30日、CBC） - 石田亜樹 役
- 月曜ゴールデン 探偵 左文字進10（2006年7月10日、TBS） - 諸星万里江（幼少期） 役
- まだそんなに老けてはいない（2007年1月27日、テレビ朝日）
- 愛のうた!（2007年10月29日 - 12月28日、TBS） - 黒川楓 役
- キャットストリート（2008年8月28日 - 10月2日、NHK） - 青山知佳 役
- SCANDAL（2008年10月19日 - 12月21日、TBS） - 高柳咲希 役
- 土曜ワイド劇場 遺品の声を聴く男（テレビ朝日） - 佐久間杏樹 役
  - 1（2009年5月16日）
  - 2（2010年9月18日）
  - 3（2012年1月21日）
  - 4（2013年5月25日）
  - 5（2014年6月21日）
- ゴーストフレンズ 第7話（2009年5月21日、NHK） - 山城ケイ 役
- 偉人の来る部屋（2009年10月5日 - 12月28日、TOKYO MX） - 木の葉 役
- ガラスの牙 熱血DJ保護司 権藤明子〜涙の少年少女観察日記（2010年3月8日、CBC / TBS） - 大野由佳 役
- ケータイ発ドラマ 激♥恋…運命のラブストーリー…（2010年4月9日 - 5月28日、NHK） - 主演・立花海優 役
- タンブリング 第2話 - 第3話（2010年4月24日 - 5月1日、TBS） - 日暮里雛子 役
- 連続テレビ小説 ゲゲゲの女房 第23週 - 最終週（2010年8月30日 - 9月25日、NHK） - 村井喜子 役
- 私が初めて創ったドラマ 「オーマイゴット!?」（2010年10月29日、NHK BShi） - はな 役
- 忠臣蔵〜その男、大石内蔵助（2010年12月25日、テレビ朝日） - おすぎ 役
- 最上の命医 第5話（2011年2月7日、テレビ東京） - 古里春日 役
- おみやさん 第8シリーズ 第1話（2011年4月28日、テレビ朝日） - 沖田彩音 役
- 花ざかりの君たちへ〜イケメン☆パラダイス〜2011 第4話（2011年7月31日、フジテレビ） - 今池こまり 役
- 新 あなたの知らない世界 「覗くな」（2011年8月25日、日本テレビ） - 主演・和美 役
- アンフェアthe special〜ダブル・ミーニング 二重定義〜（2011年9月23日、関西テレビ） - 水野カナ 役
- ミューズの鏡（2012年1月14日 - 6月23日、日本テレビ） - 姫川あやの 役
- 分身（2012年2月12日 - 3月11日、WOWOW） - 井川香 役
- クレオパトラな女たち 第1話（2012年4月18日、日本テレビ） - 城島かれん 役
- 水曜ミステリー9 刑事 ガサ姫-警視庁特命家宅捜索班-（テレビ東京） - 姫野由加里 役
  - 1（2012年8月1日）
  - 2（2013年5月8日）
  - 3（2014年6月11日）
- 警視庁捜査一課9係 season7 第7話（2012年8月15日、テレビ朝日） - 常盤木アズサ 役
- 浪花少年探偵団 第8話（2012年8月20日、TBS） - 中西景子 役
- Piece（2012年10月6日 - 12月29日、日本テレビ） - 西田礼美 役
- そこをなんとか 第2話（2012年10月28日、NHK BSプレミアム） - 榎本真由 役
- 青春アルゴリズム（2012年12月24日、テレビ東京） - 香苗 役
- 夜行観覧車 第3・4・9話（2013年2月1日・8日・3月15日、TBS） - 鈴木歩美 役
- 土曜ワイド劇場 タクシードライバーの推理日誌32（2013年4月6日、テレビ朝日） - 速水理沙 役
- 第二楽章 第1・7話（2013年4月16日・5月28日、NHK） - 遠藤奈津美（少女期） 役
- 遺留捜査 第3シリーズ 第4話（2013年5月8日、テレビ朝日） - 大橋香菜 役
- フレネミー〜どぶねずみの街〜（2013年7月3日 - 9月18日、日本テレビ） - 森下香澄 役
- リアル脱出ゲーム 密室美少女（2013年7月20日 - 9月28日、テレビ東京） - 椿真琴 役[5][6]
- 大河ドラマ 八重の桜 第38話 - 最終話（2013年9月22日 - 12月15日、NHK） - 湯浅（徳富）初子 役
- 匿名探偵 第3話（2014年7月25日、テレビ朝日） - 真鍋沙織 役
- 木曜時代劇まんまこと〜麻之助裁定帳〜 第1話（2015年7月16日、NHK） - 笠松屋の娘 おのぶ 役
- 山本周五郎 人情時代劇 第1話「なみだ橋」（2015年10月6日、BSジャパン） - お仲 役
- ドラマスペシャル 検事の死命（2016年1月17日、テレビ朝日） - 大友佐知子 役
- グッドモーニング・コール（2016年2月12日 - 、フジテレビオンデマンド、Netflix） - 紺野まりな 役[7]
- 伝七捕物帳 第1話（2016年7月15日、NHK BSプレミアム） - およし 役
- 徳山大五郎を誰が殺したか? 第10話（2016年9月17日、テレビ東京）
- 大岡越前 第4シリーズ 第4話（2018年2月2日、NHK BSプレミアム） - お鈴 役
- 日曜プライム 再捜査刑事・片岡悠介11（2018年5月27日、テレビ朝日） - 紺野和美 役
- 白衣の戦士! 第2話（2019年4月17日、日本テレビ） - 銀行の同僚 役
- べしゃり暮らし 第5話（2019年8月24日、テレビ朝日）
- 刑事ゼロ スペシャル（2019年9月15日、テレビ朝日） - 夏目里枝 役
- 月曜プレミア8 再雇用警察官（2020年5月11日、テレビ東京） - 駒井百合花 役
- 相棒 season19 第14話「忘れもの」（2021年1月27日、テレビ朝日） - 橋口弘美 役
- 育休刑事 第9話（2023年6月13日、NHK総合・NHK BS4K）- 今村美園 役[8]

### その他ドラマ

#### ワンセグドラマ
- ドラマ8芸能社（2009年4月9日 - 7月31日、NHKワンセグ2） - 初賀舞 役

#### ケータイドラマ
- ヒミツの関係〜先生は同居人〜（2010年7月1日 - 9月23日、全13話、BeeTV） - 安西リカ 役
- 恋色円舞 こいいろワルツ（2010年11月5日 - 26日、全4話、LISMO Channel）
- 恋愛は必然である〜ドラマで分かる! 新感覚恋愛法則〜（2014年1月20日 - 3月10日、全16話、BeeTV） - 佐藤秋恵 役
- ソイカレ 〜私とイケメンが添い寝する30の方法〜（2015年2月14日 - 3月15日、UULA）

#### WEBドラマ
- 電報日和 「卒業」（2012年3月7日、1924） - 国分美穂 役
  - 「もうひとつの卒業」（2012年3月7日、1924） - 主演・国分美穂 役[9]
- 内容の無い物語（2012年3月12日 - 全4話、YouTube） - 望 役[10]
- そして世界は全て変わる（2012年8月29日、iTunes / GYAO! / DMM.com他） - 主演・皆川波流 役[11]
- Heather LOVE Short Movies 「涙色スーパーボール」（2012年11月17日、公式HP）

#### ラジオドラマ
- キッチン日和 Vol.2 「わたしとおやじの食卓戦争」（2011年11月18日、Cafe NESCAFE RADIO） - 主演・坪井多味子 役

### 映画
- あわぶくたった（2004年、映画美学校）[12]
- ノーパンツ・ガールズ（2005年11月12日、オメガ・プロジェクト） - のぞみ 役[13]
  - ノーパンツ・ガールズ外伝（2005年11月12日）
- トワイライトシンドローム デッドゴーランド（2008年8月16日、ジョリー・ロジャー） - 主演・メイ 役
- 青い鳥（2008年11月29日、日活 / アニープラネット） - 早川由香 役
- 誰も守ってくれない（2009年1月24日、東宝） - 勝浦美菜 役
- 劇場版 仮面ライダーディケイド オールライダー対大ショッカー（2009年8月8日、東映） - 門矢小夜 役
- 武士道シックスティーン（2010年4月24日、ゴー・シネマ） - 田村咲月 役
- 富江 アンリミテッド（2011年5月14日、ティ・ジョイ / CJ Entertainment JAPAN） - 主演・月子 役
- ギャルバサラ -戦国時代は圏外です-（2011年11月26日、角川映画） - 菊池ヒロ子 役
- 劇場版 ミューズの鏡〜マイプリティドール〜（2012年9月29日、松竹） - 姫川あやの 役
- 上京ものがたり（2013年8月24日、ファントム・フィルム）
- スイートプールサイド（2014年6月14日、松竹メディア事業部） - 坂下麻衣 役
- 渚の恋人たち（2016年1月31日、一夜限定公開）
- イタズラなKiss THE MOVIE3 〜プロポーズ編〜（2017年11月25日、ギャガ・プラス） - 大泉佐保子 役

### 舞台
- ジュリエット通り（2014年10月8日 - 31日、Bunkamuraシアターコクーン／11月20日 - 22日、コスモスシアター／11月27日 - 30日、シアターBRAVA！） - ナデシコ 役
- 舞台「ReLIFE」（2016年9月8日 - 19日、サンシャイン劇場／9月24日 - 25日、梅田芸術劇場シアター・ドラマシティ） - ヒロイン・日代千鶴 役
- 舞台版「地獄少女」（2016年11月9日 - 13日、CBGKシブゲキ!!） - 主演・閻魔あい 役

### CM
- EPSON LIVING STATION（2004年）
- ソニー Cyber-shot（2007年3月 - ）
- 永谷園 ティーカップ・プードル ぬいぐるみキャンペーン（2007年8月 - ）
- NTTドコモ東海 FOMAエリア（2008年7月 - ）
- 明治乳業 明治エッセルスーパーカップ（2009年3月 - ）
- 川口技研 （2010年 - 2013年） - イメージキャラクター
- 駿台予備学校（2009年 - 2010年） - イメージキャラクター

## 作品

### DVD
- ミスマガジン2009 荒井萌（2009年8月21日、バップ）
- 萌ル空（2012年3月3日、ワニブックス）

### Blu-ray
- ディスク版「aBUTTON Vol.8_生命：荒井萌」（2012年8月22日、ルーセント・ピクチャーズエンタテインメント）

## 書籍

### 雑誌
- ラブベリー（2007年6月号 - 2011年9月号、徳間書店） - 専属モデル
- Sho→Boh Vol.5 / mook（2007年3月3日、海王社） - 表紙
- ピュアピュア Vol.43 - 49 / 51 / 54 / 56 - 57 / mook（2007年7月5日 - 2008年7月7日 / 11月7日 / 2009年7月7日 / 2010年1月30日 - 5月6日、辰巳出版）
- non-no（2012年2月号 - 2014年11月号、集英社） - 専属モデル

### 写真集
- ティアドロップ（2008年2月28日、辰巳出版、撮影：厚地健太郎）ISBN 978-4777804887
- もえがお〜Are you happy?〜（2012年1月25日、ワニブックス、撮影：西條彰仁）ISBN 978-4-8470-4421-2
- 書籍版「aBUTTON Vol.8_生命：荒井萌」（2012年4月4日、PARCO出版/ルーセント・ピクチャーズエンタテインメント、撮影：笠井爾示）ISBN 978-4-8919-4950-1

### 小説表紙
- ひみつごと。〈上〉（2012年8月24日、集英社ピンキー文庫、著：榊あおい） - カバーモデル
- ひみつごと。〈下〉（2012年9月25日、集英社ピンキー文庫、著：榊あおい） - カバーモデル

### トレーディングカード
- 荒井萌オフィシャルカードコレクション「モエコレ〜もえもんコレクション〜」（2011年4月1日、さくら堂）

### デジタルコンテンツ
- デジタル版「aBUTTON Vol.8_生命：荒井萌」[PlayStation 3]（2012年4月25日、ルーセント・ピクチャーズエンタテインメント）

## 受賞
- ミスマガジン2009 ミスヤングマガジン
- non-no MODEL AUDITION 2011 準グランプリ